# Exechia attrita
Exechia attrita är en tvåvingeart som beskrevs av Oskar Augustus Johannsen 1912. Exechia attrita ingår i släktet Exechia och familjen svampmyggor.
Artens utbredningsområde är New Hampshire. Inga underarter finns listade i Catalogue of Life.